# Ольмо-Джентиле
Ольмо-Джентиле (итал. Olmo Gentile) — коммуна в Италии, располагается в регионе Пьемонт, в провинции Асти.
Население составляет 95 человек (2008 г.), плотность населения составляет 19 чел./км². Занимает площадь 5 км². Почтовый индекс — 14050. Телефонный код — 0144.
Покровительницей коммуны почитается святая равноапостольная Мария Магдалина, празднование 22 июля.

## Демография
Динамика населения:

## Администрация коммуны
- Официальный сайт: http://www.comune.olmogentile.at.it Архивная копия от 2 марта 2022 на Wayback Machine